# ザ・カップヘッド・ショウ!
『ザ・カップヘッド・ショウ!』(原題: The Cuphead Show!) は、2022年2月18日から11月18日よりNetflixで配信されたWebアニメ。StudioMDHRが開発し2017年に発売したコンピュータゲーム『Cuphead』を原作としている。

## 登場人物

### メイン
カップヘッド (Cuphead)
本作の主人公。
性格は活発でいたずら好きだが心は温かい。マグマンとはしょっちゅうケンカしているが、兄弟仲は良好である。日本語版の一人称は「俺」。
マグマン (Mugman)
本作のもうひとりの主人公。カップヘッドの弟。
性格は気弱だが聡明かつしっかり者で慎み深い。日本語版の一人称は「僕」。
ミス・チャリス (Ms. Chalice)
トラブルメーカーの少女。
性格は明るく魅力的。日本語版の一人称は「私」。
ケトルじいさん (Elder Kettle)
カップヘッドやマグマンの世話人。
性格は厳しく頑固だが根は優しい。日本語版の一人称は「儂」。

### 敵対者
デビル (The Devil)
本作の悪役。「地獄の王」。
乱暴かつ猛烈で陰険な性格だが、カップヘッドとマグマンに振り回される苦労人であり、どこか憎めない。日本語版の一人称は「俺様」。
キングダイス (King Dice)
デビルの部下。自称「ボスのナンバーワン」　。
日本語版の一人称は「私」。
子分（Henchman）
デビルの部下。恐らく、本作でデビルと一番親密な関係にある存在。
ヤカマシー（Stickler）
デビルの部下。デビルや他の悪魔達からは面倒な奴として嫌われている。
レディ・ボンボン（Baroness Von Von Bon）
お菓子の国に住む女性。
一見優しくて温かいを振る舞うが、内心はキャンディに変身した者を食殺べる猛烈且つ乱暴でサイコのような姫。
ヴェルナー伍長（Werner Werman）
発明が得意なネズミの兵隊。

### 居住者
ポークリンド (Porkrind)
欲張りで不親切な店主。
カップヘッドやマグマンを煩わしく思っているように見えるが、二人のことを心配してしまうような優しい一面も持つ。
ビーフ (Jasper)
墓場に住む小さい男性の幽霊。
デューク (Duke)
墓場に住む太った男性の幽霊。
エマ (Emma)
墓場に住む女性の幽霊。
サル・スパダー (Sal Spudder)
じゃがいもの姿をしたコンサイ他のコンサイのリーダーの様な存在。
オリーブルブ (Ollie Blub)
玉ねぎの姿をしたコンサイ。他のコンサイと違って泣き虫である。
チャンシー・チャンテナイ (Chauncey Chantenay)
人参の姿をしたコンサイ。
ボウルボーイ (Bowlboy)
ボウルの姿をした変人。
性格はかなりおっちょこちょい。日本語版の一人称は「僕」。
リビー (Ribby)
元ボクサーのチャンピオンで、フライ・トラップのオーナー。日本語版の一人称は「俺」
クロークス (Croaks)
リビーの兄弟。日本語版の一人称は「俺」
ベイビーボトル (Baby Bottle)
哺乳瓶のような姿をした赤ちゃん。
可愛い見た目とは裏腹に、性格はいたずら好き。
チェリー (Cherry) & ブランディワイン家宝 (Brandywine Heirloom）
ブランデーワインの姿をしている姉妹。
テレフォーノ (Telephone)
電話の姿をした男。大抵いつも不幸な目に遭う。
舞台女優サリー（Sally Stageplay）

カラ・マリア（Cala Maria）
頭がタコのような人魚。
塩ひげ船長（Captain Brineybeard）
カラ・マリアに恋をしている海賊。
ルートヴィッヒ（Ludwig）

アイスクリームマン（Ice-cream Man）
移動式のアイスクリーム屋の店主。かなりの天然。
グリムマッチスティック（Grim Matchstick）
三つ頭のドラゴン。

## 作品用語
デビル遊園地

## キャスト
英語版
- トルー・ヴァレンティノ
- フランク・トダロ
- ジョー・ハンナ
- グレイ・デリスル
- ジム・コンロイ
- コスモ・セガーゾン
- ルーク・ミルリントン・ドレイク
- ウェイン・ブレイディ
- ケイス・ファーガソン
- クリス・ワイルド
- リック・ジエフ
- クリスティーナ・ミリツィア
- キャンディ・ミロ
- デイヴ・ワッソン
- アンドリュー・モルガド
- ゾーイ・モス
- マーシャ・ゲイ・ハーデン
- クリス・カッテン
- ナタシア・デメトリウ
- ジェイソン・ヴァンデ・ブレーキ

日本語版
- 花江夏樹 - カップヘッド
- 小野賢章 - マグマン
- 宝亀克寿 - ケトルじいさん
- 佐倉綾音 - ミス・チャリス
- 堀内賢雄 - デビル
- 中井和哉 - キングダイス
- 手塚秀彰 - ポークリンド
- かぬか光明 - ビーフ
- 岩崎ひろし - デューク
- 深見梨加 - エマ
- 辻親八 - サル・スパダー
- 魚建 - オリーブルブ
- 多田野曜平 - チャンシー・チャンテナイ
- 落合弘治 - ボウルボーイ
- 高岡瓶々 - リビー
- 乃村健次 - クロークス
- 多田このみ - ベイビーボトル
- 小林達也 - 子分
- 辻田啓一 - テレフォーノ
- 坂東尚樹 - ヤカマシー
- 伊藤静 - レディ・ボンボン
- 行成とあ - 舞台女優サリー
- 高木渉 - ヴェルナー伍長
- たかはし智秋 - カラ・マリア
- 相沢まさき - 塩ひげ船長
- 内田直哉 - ルードヴィッヒ
- 塩屋浩三 - アイスクリームマン

その他の日本語吹き替え
- 細川祥央
- 宇田川紫衣那
- 石住昭彦
- 渡辺美佐
- 小林さとみ
- 越後屋コースケ
- 山崎重
- 佐藤友啓
- 宮本茉奈
- 矢口雄
- 斎藤寛仁
- 中田譲治
- 森加織
- 入澤建
- いしかわゆき
- 中尾隆聖
- 関口雄吾
- かつやままさみ
- 田中光
- 田中敦子
- 木村雅史
- 陸田由貴
- 峰澤歩
- 杉田めぐみ
- 新倉歩
- 亀川浩末

## エピソード一覧

### シーズン1
2022年2月18日に配信。
| 話数 | サブタイトル               | 原題                   | 配信時間 | あらすじ |
| ---- | -------------------------- | ---------------------- | -------- | --- |
| 1    | デビル遊園地               | Carn-Evil              | 15分     | 家の手伝いにうんざりした兄弟のカップヘッドとマグマンは、兄弟が住んでいるインクウェル島に来ている移動遊園地「デビル遊園地」に遊びに行く。そこに置いてある玉入れゲーム機「魂（たましい）ボール」のとりこになったカップヘッドは玉入れゲームで連勝する。しかし「魂ボール」機はゲームの敗者の魂を奪い取るための仕掛けだとマグマンは気づく。一方インクウェル島の地下では順調だった魂略奪が不調になったことを手下がデビルに報告する。遊園地の来場客がカップヘッドの妙技に夢中になっているためだと知ったデビルは地上でカップヘッドと対峙する。デビルの出現で混乱する中、カップヘッドが魂を奪われかかるが、マグマンがすばやく取り戻し、二人は恐怖に叫びながら逃げ出す。二人はデビルの炎の連続攻撃をかわし、マグマンが本気を出した作戦「追いつめられたフリ」によって「魂ボール」機をデビルの炎で焼失させ、地下に奪われていた魂を地上に解放させる。魂を奪われて廃人同然だった来場者は生気を取り戻す。デビルが絶望している間に、カップヘッドとマグマンは逃げて行く。デビルは、遊園地をめちゃくちゃにしたカップヘッドの魂を必ず手に入れると決める。 |
| 2    | ベイビーボトル             | Baby Bottle            | 14分     | 「何よりも大切な…ラジオにさわるな」、「ケンカをするな」と二人に言いつけて、同居しているケトルじいさんが「ヒゲワックス」に出かける。ケトルじいさんがドアを閉めた途端に二人がケンカを始めると、ドアの外に哺乳瓶のような姿をした赤ちゃんが置き去りにされていた。マグマンは赤ちゃんに「ママ」と呼ばれるが、カップヘッドは大泣きされる。本を破き、金魚鉢を壊す赤ちゃんに対して「愛が必要」と説くマグマンに対して、カップヘッドは「必要なのはひもだ」と主張する。ところがさらに赤ちゃんは熊のおもちゃの頭を引っこ抜き、電話線を切り、大切なラジオをハンマーで壊し、ドレッサーを壁に叩きつけ、火事を起こし、帰宅したケトルじいさんのヒゲをはがし取る。観念した3人は、おとなしくなった赤ちゃんをよその家のドアの前にそっと置く。 |
| 3    | リビー&クロークス          | Ribby & Croaks         | 15分     | カップヘッドとマグマンは、アイスクリームを食べてしまったのはどっちだと言いあってけんかしている。ケトルじいさんは二人に5ドルをやって外に遊びに行かせる。5ドルの使いみちで争っていると、観光船「フライ・トラップ」(FLY TRAP, ハエ取り)号が停泊しているのをマグマンが発見する。市長夫妻も乗り込む「フライ・トラップ」号ではアイスクリームが食べ放題だが、入船料が20ドルの上に、観光船を取り仕切っている自称元プロボクサーのカエル2匹リビーとクロークスに5ドルを奪われて二人は海に蹴り込まれてしまう。二人が排気口から船内に侵入すると、見つかって火炎放射器で攻撃される。燃えた排気筒が落下して火事になり、リビーとクロークスはケンカを始めかけるが乗船客に対して「ショーの一部」だと言ってごまかす。逃げる二人を追うリビーとクロークスは、追撃のためのパンチと火炎放射器によって船が破壊され浸水しても「これはショーの一部」だと言い続ける。逃走中のマグマンとカップヘッドが和解するのを見たリビーとクロークスは感激するが、船は沈み、2匹のカエルは再び殴り合いを始める。                                                                |
| 4    | とっても大切なもの         | Handle with Care       | 15分     | カップヘッドと枕のなぐり合いで遊んでいて、マグマンは後頭部の取っ手を壊してしまう。直してやろうとするカップヘッドが唾液やセロハンテープやハチミツで取っ手をくっつけてみるが失敗する。二人は接着剤を買いにポークリンドの店に行くと、在庫切れで入荷が3か月後のために入手できない。落胆したマグマンは毛布をかぶって寝てしまう。ケトルじいさんはマグマンに作り話をして元気づける。「とっての妖精」によって「赤ちゃんとって」のかわりに「おとなのとって」が生えるというのである。それを聞いたカップヘッドは自分の取っ手を壊す。翌朝、二人が目覚めると、二人のとっては直っている。喜ぶ二人の報告を聞くケトルじいさんは持っている接着剤のチューブを二人に見られないように隠す。 |
| 5    | イチかバチか               | Roll the Dice          | 16分     | ケトルじいさんが愛聴するラジオのクイズ番組「イチかバチか」にカップヘッドが出演する。ビッグバンドの演奏に合わせて歌い踊りながら登場するキングダイスが司会するこの番組は、勝者のための「ミステリープライズルーム」（ミステリー賞の部屋）がデビルのために勝者の魂を奪い取る仕掛けで、出演者は勝者になるようになっている。カップヘッドは張り切って司会役のかわりにときどき番組を進行させるほどだが、かんじんの問題を出されると正解できない。曲名あてでは「キラキラ星」を「ギラギラ車さん」と答えるし、客席にいる「ヘルプ」のマグマンは緊張して答えられない。最後にカップヘッドがさいころを回すとさいころは壊れてしまう。それでも司会のキングダイスは無理やりカップヘッドを勝者にしようとするが、カップヘッドは観客の抗議に答えて「品位をたもつために」マグマンと帰宅する。地下のデビルに呼び出されたキングダイスは番組の司会役を下ろされ、デビルの「子分」が新司会者に起用される。 |
| 6    | オバケなんかいない         | Ghosts Ain't Real      | 14分     | ホラー映画を見て帰宅するカップヘッドとマグマンは、近道のために墓地を通る。日暮れの墓地を目にしたマグマンは「ちっとも怖くない」と虚勢を張るが、少し歩くうちに夜になると二人は恐怖で走り出す。二人が出口の前に来ると、門が閉まって出られない。朝まで待とうとするカップヘッドに対してマグマンはオバケの恐怖におびえる。カップヘッドがオバケの存在を否定すると、二人の様子をうかがっていた3人のオバケが現れて二人をそれぞれ驚かせる。逃げ出す二人の前に5人組の骸骨が現れて踊り出し、お棺の中から女の骸骨が出て来てマグマンにキスをせまる。必死で逃げる二人は、オバケが次々に繰り出す架空の出口に翻弄されるが、時計台の表示板を打ち破ってなんとか脱出する。ぼろぼろになった姿で帰宅した二人はケトルじいさんにゾンビと間違えられてやっつけられる。 |
| 7    | コンサイだらけで大めいわく | Root Packed            | 15分     | ケトルじいさんは腰痛のために寝込んでしまい、大切にしている家庭菜園の世話ができなくなる。かわりにカップヘッドとマグマンが野菜の世話をすると、大きなイモとタマネギとニンジンが現れる。3根菜はみずから野菜の世話を引き受けると申し出て、二人を遊びに行かせる。二人が帰宅すると根菜たちが仲間を大勢集めてパーティーをしている最中で大騒ぎしている。二人は怒る。さらに根菜たちは菜園の水分を吸い取って菜園の野菜を枯らしてしまう。二人はパーティーを止めさせようとするが、ムダに終わる。孤児で老い先短いケトルじいさんの不幸を二人がタマネギに語ると、タマネギが号泣し、つられて根菜たちが大泣きし始め、その涙の洪水のおかげで枯れた菜園の野菜たちが生き返ったと思うと、3根菜が菜園の水分を吸い取って野菜たちを再び枯らせてしまう。そこにケトルじいさんが現れて3根菜を材料にシチュー作りにとりかかるので、3根菜は一目散に逃げ出す。 |
| 8    | お守りセーター             | Sweater Off Dead       | 17分     | |
| 9    | セーターをぬがさないで     | Sweater Luck Next Time | 15分     | |
| 10   | デンジャラス・マグマン     | Dangerous Mugman       | 15分     | カップ兄弟は「ダーク・デンジャラス」ピンボールゲームをプレイするためにポークリンドの店に飛び込みした。騒音に悩まされたポークリンドはエラプタス火山から彼のための荷物を手にカップ兄弟を説得した。 マグマンは最初は行くのを恐れているが、カップヘッドは彼にダーク・デンジャラスなゴーグルを与え、勇気を与える。二人はジャングルをトレッキングし、マグマンはあらゆる脅威を打ち負かし、カップヘッドはひどく殴打された。カップ兄弟はやがてエラプタス火山に到着し、大きな卵であるパッケージを見つけた。 カップ兄弟は卵を取り出してポークリンドに持って行き、ポークリンドは彼らがドライクリーニングを手に入れるつもりだったことを明かした。卵は3頭のドラゴンに孵化し、グリム・マッチスティックはポークリンドの店に火傷し、孵化したものを取り戻す。 |
| 11   | うめられちゃうかも!?       | Dirt Nap               | 14分     | ケトルじいさんはカップ兄弟がペットのいも虫について話しているの耳にし、彼が年をとって嫌だと思っていると誤って信じている。ケトルじいさんは最終的にカップ兄弟が死にかけているいも虫をこの悲惨さから解放することを計画しているのを耳にし、自分たちが彼を殺害としていると信じてる。 ケトルじいさんはカップ兄弟に対して武器を取り、家を仕掛地雷したが、本人のトラップに陥り、カップ兄弟に彼を殺さないように懇願したが、カップ兄弟はすぐに誤解を解き明かした。 |
| 12   | うっとりしたら要注意       | In Charm's Way         | 15分     | |

### シーズン2
| 話数 | サブタイトル                 | 原題                   | 配信時間 | あらすじ |
| ---- | ---------------------------- | ---------------------- | -------- | --- |
| 1    | 大だっそう                   | Jailbroken             | 14分     | シーズン1の最終話で逮捕された後、カップ兄弟は脱獄を試みが、番犬に捕まる。彼らが決して出られないと思ってマグマンは諦めることに決めたが、カップヘッドは絶対確実な計画を持っていると言って降伏を拒否する。マグマンが刑務所生活に慣れると、カップヘッドは一匹狼のように振る舞って逃げるが、代わりに電気椅子にたどり着く。試みが失敗したためカップヘッドも諦めることにしたが、マグマンは兄が降伏するのは普通ではないことを知っており、抜け出す方法について計画があると言い。次にボートに乗って立ち去ろうが、刑務所で最も恐れられている囚人であるサイクロプスに発見した。サイクロプスはカップ兄弟をシャックルに取り付けて家に投げつけることで、彼らが逃げるのを助ける。家を到着した後はケトルじいさんはカップ兄弟にミス・チャリスがメガネを返すために立ち寄ったこと、そして彼らはメガネを壊したことでトラブルになったことを伝える。 |
| 2    | そのうっとりが命取り         | Charmed & Dangerous    | 14分     | |
| 3    | 海の大ぼうけん!              | A High Seas Adventure! | 26分     | |
| 4    | 新しい兄弟                   | Another Brother        | 14分     | 相反する理想を巡ってカップ兄弟の間でケンカになった後はカップヘッドは代理兄弟を探し始め、ボウルボーイというオスの中に代理兄弟を見つける。大混乱を引き起こして楽しい一日を過ごした後、カップヘッドはボウルボーイが自分より頭がおかしいことに気づき、もう彼と共にいないことに決めた。マグマンは彼の過保護な性格を謝罪するため、カップヘッドに戻り、入院中へ和解し、ボウルボーイに会い。 |
| 5    | あまいゆうわく               | Sweet Temptation       | 15分     | カップヘッドはマグマンが大切に取っておいたハロウィンキャンディの残りを食べてしまい、怒ったマグマンに誘惑を前にしても我慢出来るようになるまで帰ってくるなと言われる。森の中を彷徨っていると、カップヘッドは「おかしの国」と呼ばれるお菓子だけで出来ている世界を発見する。その世界の支配者であるレディ・ボンボンはおかしの国のことを誰にも話さず、城を食べないという条件で、好きなだけお菓子を食べていいという事を約束する。その後カップヘッドはすぐにおかしの国から出ておかしの誘惑に打ち勝ち、何も食べていないことに気づく。それをマグマンに報告するも信じて貰えなかったので、レディ・ボンボンとの１つ目の約束を破っておかしの国をマグマンに紹介する。その後、おかしに夢中のマグマンが誤ってレディ・ボンボンとの２つ目の約束を破って城を食べてしまう。そこをレディ・ボンボンに見つかりカップヘッドはグミに、マグマンはジンジャークッキーに変えられて食べられそうになる。カップヘッドとマグマンは何とかおかしの国を脱出して無事帰宅するが、おかしのままだったので、ケトルじいさんが二人を食べようと迫ってきていた。 |
| 6    | アイスクリームマンにイライラ | The I Scream Man       | 15分     | |
| 7    | ピアノが教えてくれたこと     | Piano Lesson           | 16分     | |
| 8    | あくまを放て!                | Release the Demons!    | 22分     | |
| 9    | 死ぬほどお金がほしい!        | Dead Broke             | 15分     | |
| 10   | ネズミの兵隊                 | Rat's All, Folks!      | 14分     | |
| 11   | はいチーズ!                  | Say Cheese!            | 14分     | |
| 12   | まいごの森                   | Lost in the Woods      | 14分     | |
| 13   | デビルのピッチフォーク       | The Devil's Pitchfork  | 15分     | |

### シーズン3
| 話数 | サブタイトル             | 原題                    | 配信時間 | あらすじ |
| ---- | ------------------------ | ----------------------- | -------- | --- |
| 1    | ぎゃくしゅうのデビル!    | The Devil's Revenge!    | 25分     | |
| 2    | ドアを開けちゃダメ       | Don't Answer the Door   | 15分     | |
| 3    | オーディションは戦場     | Cupstaged               | 14分     | |
| 4    | 不幸な事故               | Roadkill                | 16分     | |
| 5    | ホリデーと家族のでんとう | Holiday Tree-dition     | 13分     | |
| 6    | デビルのメリークリスマス | A Very Devil Christmas  | 34分     | クリスマスイブの日にデビルは街で幸せそうな人々にいたずらをして楽しんでいた。すると突然店のショーケースから汽笛の音が聞こえたので行ってみると列車の玩具（シュッシュ）が小さい線路の上を走っており、デビルはそのおもちゃにすっかり見惚れてしまう。デビルはその玩具をサンタに貰う気でいたものの近くに居合わせた少年からサンタの悪い子リストに載るとプレゼントを貰えないということを知る。子分の悪魔達に良い子リストに載る方法を聞くも無理だと断言されてしまい、ピッチフォークでサンタに会いに行く。サンタに相談した所、最終手段としてデビルに謎の儀式を施す。すると、デビルの体はサンタになってしまい、明日までに良い子リストに載っているすべての人にプレゼントを届けないと元の姿に戻れないが、届けられればデビルも良い子リストに載せて貰えると告げられる。なんとかすべてのプレゼントを届け終えたデビルは元の姿に戻れるが、サンタからシュッシュよりも良いものとして |
| 7    | 大切なとどけ物           | Special Delivery        | 16分     | |
| 8    | まさかのイカサマ!?       | Down & Out              | 18分     | |
| 9    | 勝手に大ほうそう         | Joyride                 | 14分     | |
| 10   | ダンスは命がけ           | Dance with Danger       | 16分     | |
| 11   | デビルとミス・チャリス   | The Devil & Ms. Chalice | 23分     | |

## 製作
2019年7月、Netflixがシリーズの制作を発表した。StudioMDHRのチャッド・モウルデンハウアーとジャレッド・モウルデンハウアーの兄弟をエグゼクティブプロデューサーとし、キング・フィーチャーズ・シンジケートのC・J・ケトラー、デイヴ・ワッソン、およびコズモ・セガーゾンが共同製作総指揮を務めている。また、アニメ制作はLighthouse Studiosが手掛け、音楽はエゴ・プラムが作曲している。2020年6月のアヌシー国際アニメーション映画祭で最初に公開された。
シーズン1の公開に先立ち2022年1月25日に公開されたインタビュー記事では、36のエピソードを3回に分けて公開予定であることが発表された。その後、カウントダウンサイトでシーズン2が2022年夏に公開予定と発表され2022年8月19日に公開、シーズン3は2022年11月18日に公開された。

### 吹き替え版
多言語による吹き替え版が制作された。対象言語は、日本語、韓国語、中国語、タイ語、ヒンディー語、アラビア語、ヘブライ語、トルコ語、ロシア語、ウクライナ語、スペイン語、ポルトガル語、フランス語、ドイツ語など2022年10月時点で約30言語に及ぶ。

#### 日本語版スタッフ
- 日本語字幕：土谷勝美
- スタジオ：IMAGICAエンタテインメントメディアサービス
- 演出：大浦伸浩
- 翻訳：西飯仁徳、大西祐子
- 調整：石間絢
- 音楽監督：大浦伸浩、亀川浩未
- ボーカル編集：伊藤隆文、峰澤歩、川崎正貴